# Luigi di Castiglia
Luigi di Castiglia (1243 – 1279) fu un principe castigliano e Signore di Marchena e Zuheros.

## Origine
Luigi, come riportato da Luis de Salazar y Castro, nel suo Historia Genealógica de la Casa de Lara, Vol. III era il secondo figlio maschio del re di Castiglia, Ferdinando III e della sua seconda moglie Giovanna di Dammartin, che, secondo la cronaca di Alberico delle Tre Fontane, era la figlia primogenita del conte di Aumale e di Ponthieu, Simone di Dammartin e di Maria, contessa di Ponthieu, come riporta il Roderici Toletani Archiepiscopi De Rebus Hispaniæ (Mariam…mater Joannæ Reginæ Castellæ et Legionis).

Ferdinando III, secondo la cronaca di Alberico delle Tre Fontane, era figlio del re di León Alfonso IX, e della seconda moglie, Berenguela I o Berengaria I, che fu Regina di Castiglia (Berengaria qui regi Legionensi id est regi Galicie peperita Fernandum successorem regis parvi in Castella et Toledo), che, ancora secondo la cronaca di Alberico delle Tre Fontane, era la figlia primogenita del re di Castiglia, Alfonso VIII e di Eleonora Plantageneta.

## Biografia
Avendo avuto suo padre, Ferdinando III, altri sette figli maschi dalla prima moglie,Elisabetta Hohenstaufen, Luigi ebbe poche probabilità di poter salire al trono di Castiglia; infatti nel 1235, Ferdinando III era rimasto vedovo e nel 1237 aveva sposato, a Burgos, sua madre, Giovanna di Dammartin, l'erede delle contee di Aumale e di Ponthieu come riporta la cronaca di Alberico delle Tre Fontane.
Suo padre, Ferdinando III, morì il 30 maggio 1252 e, secondo Szabolcs de Vajay storico ungherese specializzato in genealogia, dopo la morte del marito, Giovanna ritornò in Francia, nel suo feudo di Ponthieu, mentre Luigi, nel 1253, divenne Signore di Marchena e Zuheros.
Luigi sposò la figlia di Gomes Ruiz de Manzanedo signore di Valdelaguna e della moglie Maria, Juana Gomez de Manzanedo, signora di Gatón, che era vedova di Rodrigo García de Villamayor. 
Nel 1272, allo scoppio della rivolta dei nobili castigliani contro suo fratellastro Alfonso X, succeduto a Ferdinando III sul trono di Castiglia e Leon, Luigi rimase neutrale. 
Non si conosce la data esatta della morte di Luigi, che avvenne negli anni settanta del XIII secolo, e, dopo la morte di Luigi sua moglie vendette a Ferdinando de la Cerda, figlio di Alfonso X, alcuni beni appartenuti a Luigi.

## Discendenza
Da Juana Luigi ebbe due figli:
- Berenguela (?-1279), che morì giovane[7] e che, secondo Szabolcs de Vajay sposò Maymon de Châtelaillon[6];
- Luigi (1266-1301), signore di Marchena, Briviesca, Astudillo e Gatón, che premorì alla madre[7].

## Ascendenza
|                             |                                |                                 | Genitori                     |  |  | Nonni |  |  | Bisnonni              |  |  | Trisnonni           |  |
|                             |                                |                                 |                              |  |  |       |  |  | Ferdinando II di León |  |  | Alfonso VII di León |  |
|                             |                                |                                 |                              |  |  |       |  |  | Ferdinando II di León |  |  | Alfonso VII di León |  |
|                             |                                | Berengaria di Barcellona        |                              |  |  |       |  |  | Ferdinando II di León |  |  |                     |  |
| Alfonso IX di León          |                                |                                 |                              |  |  |       |  |  | Ferdinando II di León |  |  |                     |  |
|                             |                                | Urraca del Portogallo           | Alfonso I del Portogallo     |  |  |       |  |  |                       |  |  |                     |  |
|                             |                                | Urraca del Portogallo           | Alfonso I del Portogallo     |  |  |       |  |  |                       |  |  |                     |  |
|                             |                                | Urraca del Portogallo           | Mafalda di Savoia            |  |  |       |  |  |                       |  |  |                     |  |
| Ferdinando III di Castiglia |                                | Urraca del Portogallo           |                              |  |  |       |  |  |                       |  |  |                     |  |
|                             |                                | Alfonso VIII di Castiglia       | Sancho III di Castiglia      |  |  |       |  |  |                       |  |  |                     |  |
|                             |                                | Alfonso VIII di Castiglia       | Sancho III di Castiglia      |  |  |       |  |  |                       |  |  |                     |  |
|                             |                                | Alfonso VIII di Castiglia       | Bianca Garcés di Navarra     |  |  |       |  |  |                       |  |  |                     |  |
| Berenguela di Castiglia     |                                | Alfonso VIII di Castiglia       |                              |  |  |       |  |  |                       |  |  |                     |  |
|                             |                                | Eleonora d'Inghilterra          | Enrico II d'Inghilterra      |  |  |       |  |  |                       |  |  |                     |  |
|                             |                                | Eleonora d'Inghilterra          | Enrico II d'Inghilterra      |  |  |       |  |  |                       |  |  |                     |  |
|                             |                                | Eleonora d'Inghilterra          | Eleonora d'Aquitania         |  |  |       |  |  |                       |  |  |                     |  |
| Luigi di Castiglia          |                                | Eleonora d'Inghilterra          |                              |  |  |       |  |  |                       |  |  |                     |  |
|                             | Alberic II, Conte di Dammartin | Alberic I, Conte di Dammartin   |                              |  |  |       |  |  |                       |  |  |                     |  |
|                             | Alberic II, Conte di Dammartin | Alberic I, Conte di Dammartin   |                              |  |  |       |  |  |                       |  |  |                     |  |
|                             | Alberic II, Conte di Dammartin | …                               |                              |  |  |       |  |  |                       |  |  |                     |  |
| Simon, Conte di Ponthieu    | Alberic II, Conte di Dammartin |                                 |                              |  |  |       |  |  |                       |  |  |                     |  |
|                             |                                | Matilda di Clermont             | Renaud II, Conte di Clermont |  |  |       |  |  |                       |  |  |                     |  |
|                             |                                | Matilda di Clermont             | Renaud II, Conte di Clermont |  |  |       |  |  |                       |  |  |                     |  |
|                             |                                | Matilda di Clermont             | Clementia di Bar             |  |  |       |  |  |                       |  |  |                     |  |
| Giovanna di Dammartin       |                                | Matilda di Clermont             |                              |  |  |       |  |  |                       |  |  |                     |  |
|                             |                                | Guillaume IV, conte di Ponthieu | Jean I, conte di Ponthieu    |  |  |       |  |  |                       |  |  |                     |  |
|                             |                                | Guillaume IV, conte di Ponthieu | Jean I, conte di Ponthieu    |  |  |       |  |  |                       |  |  |                     |  |
|                             |                                | Guillaume IV, conte di Ponthieu | Beatrice di Saint Pol        |  |  |       |  |  |                       |  |  |                     |  |
| Marie, Contessa di Ponthieu |                                | Guillaume IV, conte di Ponthieu |                              |  |  |       |  |  |                       |  |  |                     |  |
|                             |                                | Adele di Francia                | Luigi VII di Francia         |  |  |       |  |  |                       |  |  |                     |  |
|                             |                                | Adele di Francia                | Luigi VII di Francia         |  |  |       |  |  |                       |  |  |                     |  |
|                             |                                | Adele di Francia                | Costanza di Castiglia        |  |  |       |  |  |                       |  |  |                     |  |
|                             |                                | Adele di Francia                |                              |  |  |       |  |  |                       |  |  |                     |  |

### Letteratura storiografica
- Rafael Altamira, La Spagna (1031-1248), in Storia del mondo medievale,  cap. XXI, vol. V, 1999, pp. 865–896